# Bonasa bonasia

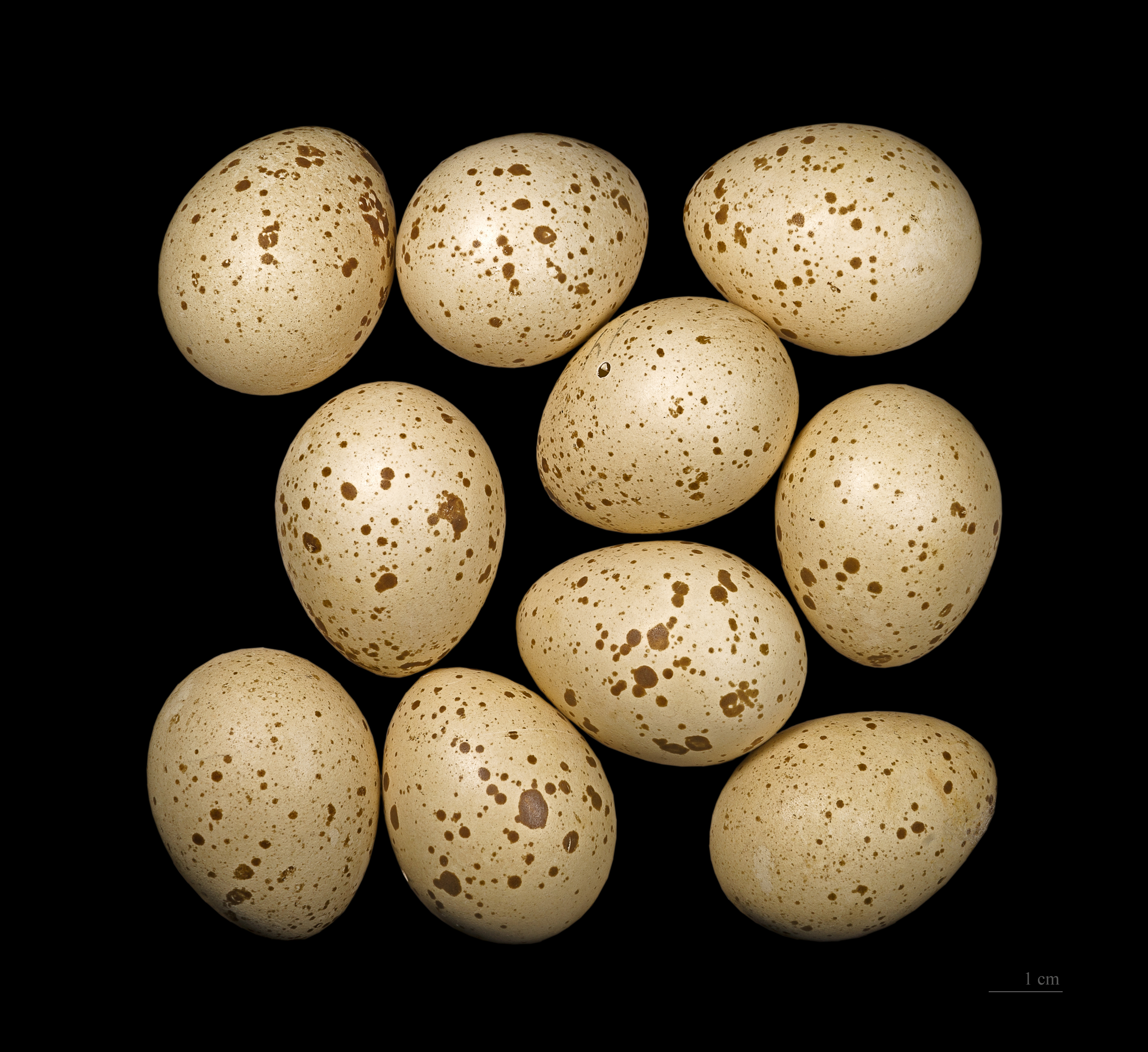
Bonasa bonasia

Bonasa bonasia là một loài chim trong họ Phasianidae.

## Hình ảnh

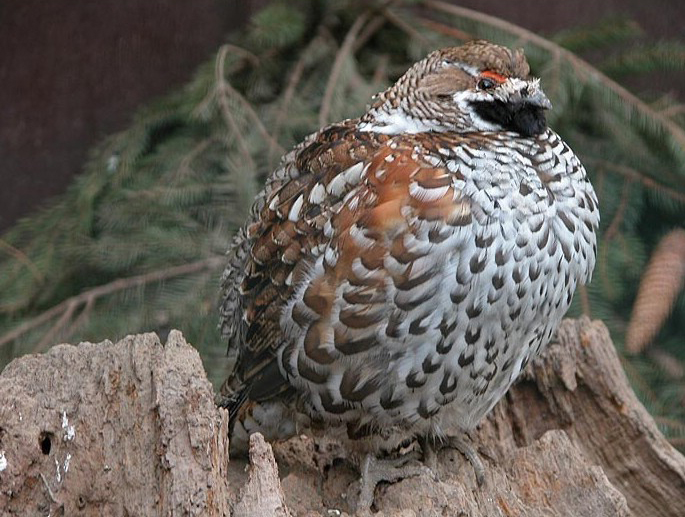
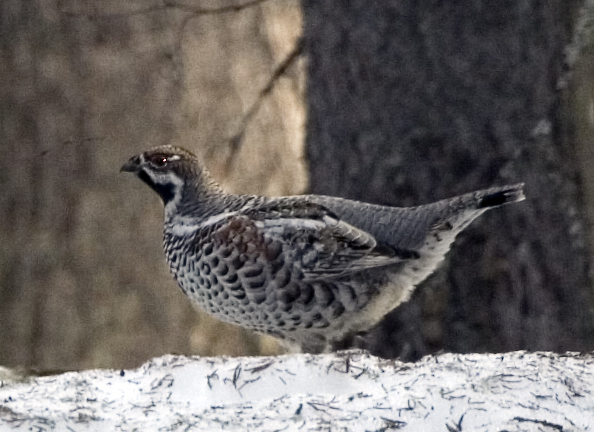